# Klaus Riebschläger
Klaus Riebschläger (* 17. August 1940 in Berlin; † 23. September 2009 in Schönhagen) war ein deutscher Jurist und Politiker (SPD). Er war mit Unterbrechungen rund 20 Jahre lang Mitglied im Berliner Abgeordnetenhaus (1967–1981, 1985–1986, 1991–1995). Von 1972 bis 1981 war er Mitglied des Senats von Berlin, zunächst als Senator für Bau- und Wohnungswesen und schließlich als Senator für Finanzen.

## Leben
Klaus Riebschläger wurde in Berlin-Wilmersdorf geboren. Nach dem Abitur studierte er Rechtswissenschaft an der Freien Universität Berlin. 1964 legte er das erste Staatsexamen ab, 1968 das zweite. Das Studium schloss er 1968 mit einer Promotion bei Ernst Eduard Hirsch über die Freirechtsbewegung ab. 
Anschließend war Riebschläger ab 1968 bei der Wohnungsbau-Kreditanstalt Berlin (1993 umgewandelt in Investitionsbank Berlin) tätig, zunächst als juristischer Berater, ab 1971 als Vorstandsmitglied.
Ab 1981 bis 1990 war er erneut als Vorstandsmitglied der Wohnungsbaukreditanstalt tätig. 1985 geriet er dabei im Zusammenhang mit dem Antes-Skandal in die Schlagzeilen. Im Herbst 1990 übernahm Klaus Riebschläger als Rechtsanwalt die Leitung des Ostberliner Büros einer großen mittelständischen Berliner Kanzlei, das sich insbesondere auf Fragen des Rechts der neuen Bundesländer spezialisiert hatte, also Restitutionsrecht und Baurecht. 
Seit 2006 gehörte Klaus Riebschläger als vom Anteilseigner entsandtes Mitglied dem Aufsichtsrat des Berliner Krankenhausbetreibers Vivantes an und betrieb eine Anwaltskanzlei in Berlin-Mitte.
Riebschläger kam am 23. September 2009 beim Absturz seines Flugzeugs vom Typ Aquila A 210 ums Leben. Wenige Minuten nach dem Start auf dem Flugplatz Schönhagen stürzte die Maschine in einem nahe gelegenen Wald ab. Das Flugzeug brannte aus. Bestattet wurde er auf dem Luther-Friedhof in Berlin-Lankwitz.

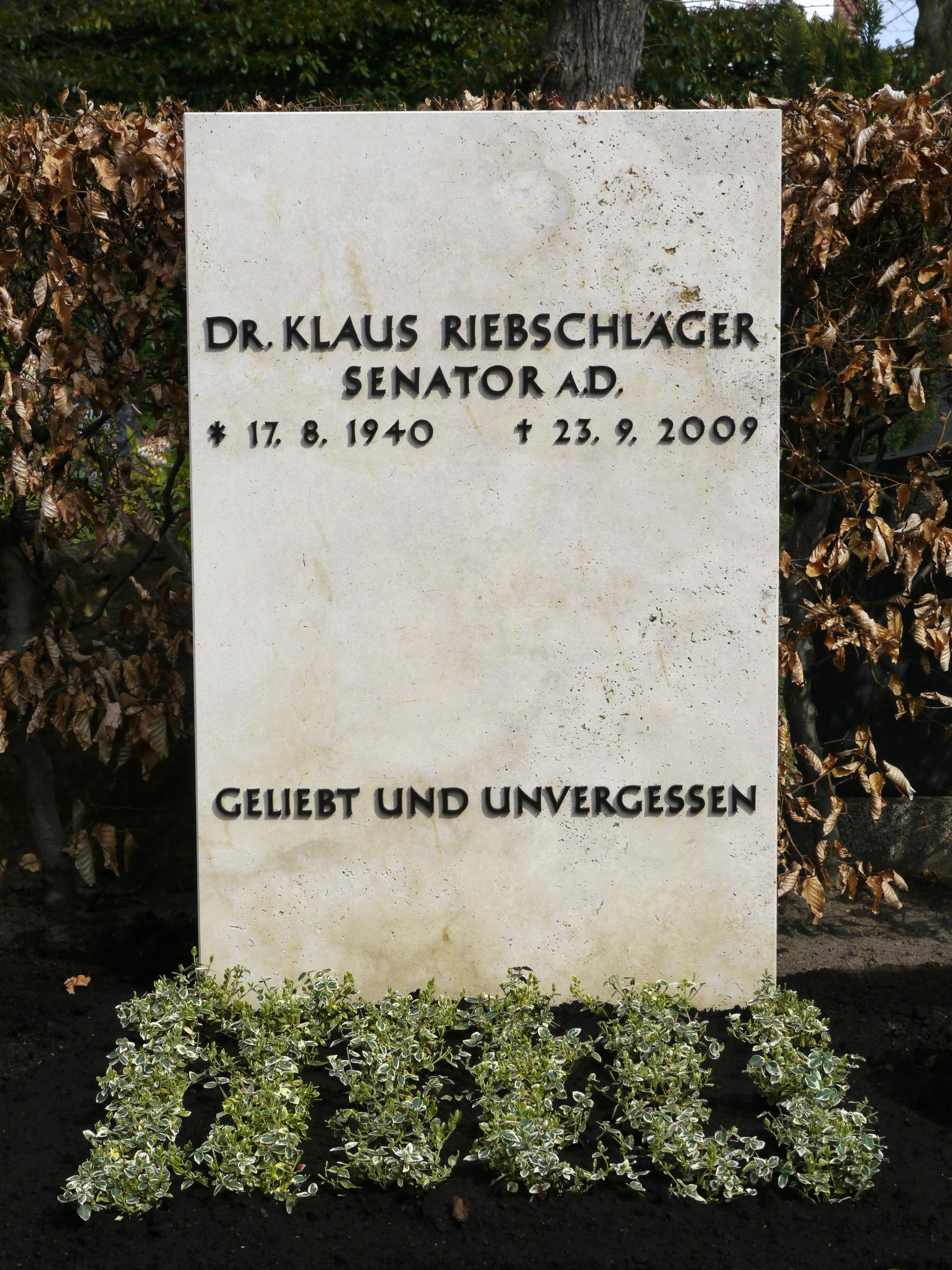
Grab von Klaus Riebschläger auf dem Luther-Friedhof in Lankwitz (Abteilung AS-000-027/028). Koordinaten des Grabes:

## Politik
Im März 1967 wurde Riebschläger in das Abgeordnetenhaus von Berlin gewählt. Diesem gehörte er von 1967 bis 1981, von 1985 bis 1986 und noch einmal von 1991 bis 1995 an.
1972 wurde Riebschläger, der seit 1958 SPD-Mitglied war, vom Regierenden Bürgermeister Klaus Schütz zum Senator für Bau- und Wohnungswesen berufen. Nach der Wahl zum Abgeordnetenhaus von Berlin 1975, bei welcher die SPD die absolute Mehrheit verlor, wechselte Riebschläger als Senator ins Finanzressort. Auch nach dem Rücktritt Schütz’ und dem Amtsantritt seines Nachfolgers Dietrich Stobbe blieb Riebschläger Senator. Im Januar 1981 erklärte Riebschläger im Zusammenhang mit der Garski-Affäre seinen Rücktritt, nachdem bekannt geworden war, dass das Land Berlin unter seiner Federführung 115 Millionen DM Kredit vergeben hatte. Er nahm seine Tätigkeit als Vorstandsmitglied der Wohnungsbau-Kreditanstalt Berlin wieder auf. An der Senatsumbildung scheiterte Stobbe als Regierender Bürgermeister, so dass Hans-Jochen Vogel seine Nachfolge antrat.
Am 8. Januar 1981 übernahm Riebschläger kurzfristig den Vorsitz der SPD-Fraktion im Abgeordnetenhaus, trat jedoch nach wenigen Wochen bereits wieder zurück. 
Im Juni 2001 trat Riebschläger von seinem Amt als Schatzmeister der Berliner SPD zurück. Grund hierfür waren Medienberichte über seine anwaltliche Tätigkeit für das Unternehmen AUBIS, dessen Geschäftsführer mit einer Barspende von 40.000 DM den Berliner Bankenskandal ins Rollen gebracht hatten. Die Medien berichteten über einen angeblichen Parteiverrat Riebschlägers, dieser wies die Vorwürfe jedoch stets zurück.

## Weitere Mitgliedschaften
Riebschläger war er der erste Vorsitzende des politischen Vereins Werkstatt Deutschland e. V. Er gehörte mehr als 40 Jahre der Gewerkschaft Öffentliche Dienste, Transport und Verkehr (ÖTV) an, engagierte sich bei der Arbeiterwohlfahrt sowie beim Arbeiter-Samariter-Bund und war Mitglied in der Landesgeschichtlichen Vereinigung für die Mark Brandenburg sowie beim SC Charlottenburg.